# 格兰博 (卡尔瓦多斯省)
格兰博（法語：Grimbosq，法語發音：[ɡʁɛ̃bo]）是法国卡尔瓦多斯省的一个市镇，属于卡昂区。

## 地理
格兰博（49°2'37"N, 0°27'7"W）面积8.63 平方千米，位于法国诺曼底大区卡爾瓦多斯省，该省份为法国西北部沿海省份，北濒大西洋英吉利海峡，东北与滨海塞纳省以海上边界相接，东临厄尔省，南至奧恩省，西与芒什省接壤。
与格兰博接壤的市镇（或旧市镇、城区）包括：迈泽、桑格莱地区莱穆捷、米特雷西、圣奥诺里讷迪费、圣洛朗德孔代勒、奥恩河畔蒙蒂耶尔。

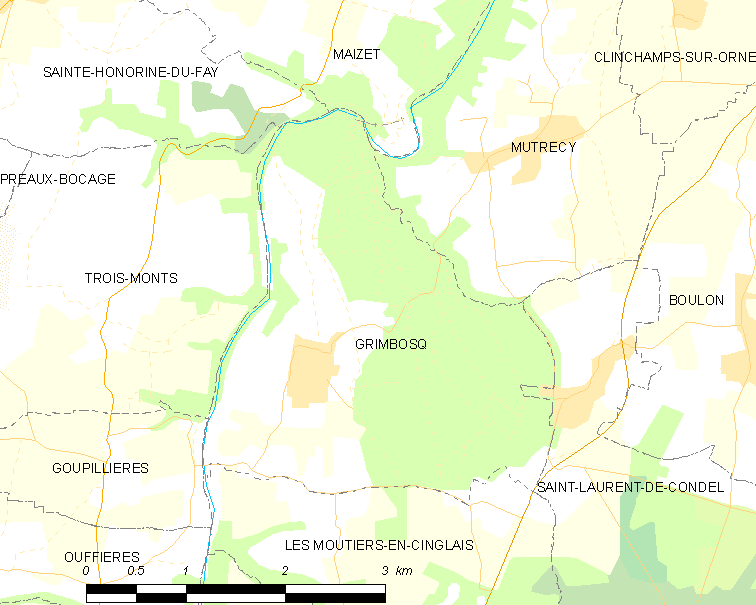
的OSM定位图

格兰博的时区为UTC+01:00、UTC+02:00（夏令时）。

## 行政
格兰博的邮政编码为14220，INSEE市镇编码为14320。

## 政治
格兰博所属的省级选区为勒奥姆县。

## 人口

1962-2008年间人口变化图示

格兰博于2022年1月1日时的人口数量为284人。